# Sint-Lambertuskerk (Opheers)
De Sint-Lambertuskerk is een kerkgebouw in Opheers in de Belgische gemeente Heers in de provincie Limburg. Het gebouw ligt aan de Opheersstraat en wordt voor driekwart omgeven door een ommuurd kerkhof.
De kerk is de parochiekerk van het dorp en is gewijd aan Sint-Lambertus.

## Opbouw
Het gebouw is een zaalkerk en bestaat uit ingebouwde toren (oostzijde), een eenbeukig schip met vijf traveeën en een driezijdig gesloten koor met één recht travee. Tegen de beide zijden van het rechte koortravee zijn de sacristieën aangebouwd.
Het gebouw is opgetrokken in baksteen, heeft een hardstenen plint, en wordt gedekt door een zadeldak van leien die zowel het koor als het schip overdekt. De voorgevel heeft hardstenen hoekbanden, een rondboogportaal in een hardstenen portiek met pilasters met lijstkapiteel onder een driehoekige hardstenen fronton, met daarboven een rondboogvenster in een geprofileerde hardstenen omlijsting, daarboven een hardstenen oculus met daarin het uurwerk, en daarboven een rondboogvormig galmgat in iedere gevel van de toren. De toren wordt bekroond met een ingesnoerde naaldspits gedekt met leien. In de rest van het gebouw bevinden zich ook rondboogvensters met een hardstenen omlijsting met lekdrempel en imposten. In de sacristieën bevinden zich kleine gelijkaardige vensters.
Het interieur is bepleisterd. De zaalkerk wordt overwelft door kruisribgewelven tussen rondboogvormige gordelbogen die gedragen worden door gesculpteerde consoles. Tussen het schip en het koor bevindt zich een rondboogvormige scheiboog.

## Geschiedenis
In 1636 werd de oorspronkelijke kerk in brand gestoken door de troepen van Jan van Weert.
Aan het einde van de 17e eeuw werd de kerk pas herbouwd, waarbij de oude toren in silex en een deel van het muurwerk in het nieuwe gebouw verwerkt werd.
In 1763 werd op kosten van de gemeente de toren hersteld.
In 1787 werd de zuidelijke zijbeuk opnieuw opgebouwd.
In 1857 werd besloot men een nieuwe kerk te bouwen naar het ontwerp van Lambert Jaminé uit Hasselt. Deze werd op dezelfde plaats gebouwd als de oude kerk, maar die was georiënteerd.
In 1878 werd de nieuwe kerk ingewijd.